# Rumpler

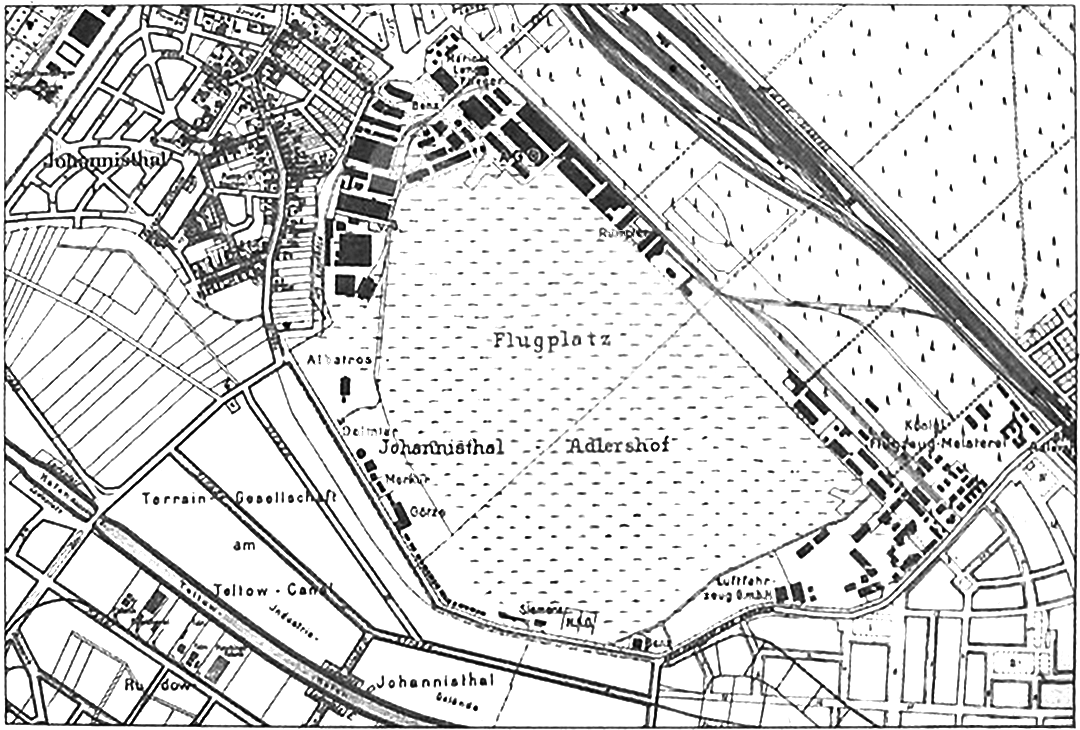
Lotnisko Berlin-Johannisthal: zabudowania Rumplera są w północnej części lotniska, niedaleko rozjazdów kolejowych; na planie widać też hale innych firm: LFG i Albatrosa

Rumpler Flugzeugwerke GmbH – niemiecki producent samolotów z pierwszej połowy XX wieku, najbardziej znany z wysokościowych maszyn obserwacyjnych produkowanych dla lotnictwa niemieckiego w czasie I wojny światowej.
W styczniu 1909 roku dr Edmund Rumpler i R. Haessner założyli w Berlinie, w Johannisthal, przedsiębiorstwo E. Rumpler Luftfahrtzeugbau GmbH, w skład którego, oprócz wytwórni samolotów, wchodziła też szkoła lotnicza; drugą – wojskową – firma prowadziła w Monchelbergu. Początkowo produkowało ono ulepszoną wersję samolotu Etrich Taube. Dzięki łatwości w pilotażu samoloty Taube zyskały wielką sławę i E. Rumpler 21 lipca 1910 roku kupił od Etricha licencję na wyłączną produkcję tej maszyny w Niemczech. Jednak sąd niemiecki unieważnił patent Etricha, w następstwie czego jego konstrukcję zaczęło budować wiele firm (w tym Rumpler), bez opłat licencyjnych. Wkrótce to Rumpler Taube, a nie Etrich Taube stał się wariantem podstawowym – co spowodowało wieloletni spór sądowy o niewypłacone należności z tytułu licencji między Etrichem a Rumplerem. Fabryka Rumplera zbudowała łącznie 220 sztuk tych maszyn.
W grudniu 1913 roku wytwórnia zaczęła produkować dwumiejscowe dwupłaty, z których rozwinęła się treningowa i rozpoznawcza, nieuzbrojona maszyna Rumpler B.I. Kolejne wersje tego samolotu, różniące się silnikami i szczegółami konstrukcji, budowane były w 1914 roku; Kaiserliche Marine wypróbowała B.I w wersji przebudowanej na wodnosamolot, a następnie zamówiła krótką serię maszyn, od razu w wersji morskiej. W 1915 roku przedsiębiorstwo przeszło restrukturyzację i zmieniło nazwę na Rumpler Flugzeugwerke. W tym samym roku wyprodukowało też uzbrojoną maszynę obserwacyjną Rumpler C.I – ten udany samolot był następnie budowany przez wiele innych firm. Wywodziły się z niego kolejne samoloty rozpoznawcze – C.IV i C.VII (ten ostatni osiągał najwyższy pułap praktyczny wśród samolotów I wojny światowej – ok. 7300 m). Pomniejszona wersja C.I stała się podstawą udanego myśliwca na pływakach, oznaczanego Rumpler 6B-1; jego wersja rozwojowa Rumpler 6B-2 bazowała na rozpoznawczym C.IV. W 1917 roku firma rozwijała prototypy myśliwców i w 1918 roku wystawiła samolot D.I do konkursu na nowy myśliwiec. Maszyna była udana, ale produkowana w krótkiej serii i nie odegrała żadnej roli w walkach. Rumpler zbudował też kilka typów średnich bombowców: G.I, G.II i G.III
Po wojnie spółka próbowała sił na rynku samolotów pasażerskich, przebudowując rozpoznawcze C.I na cywilne Rumpler Limousine, ale w 1920 roku została zlikwidowana.

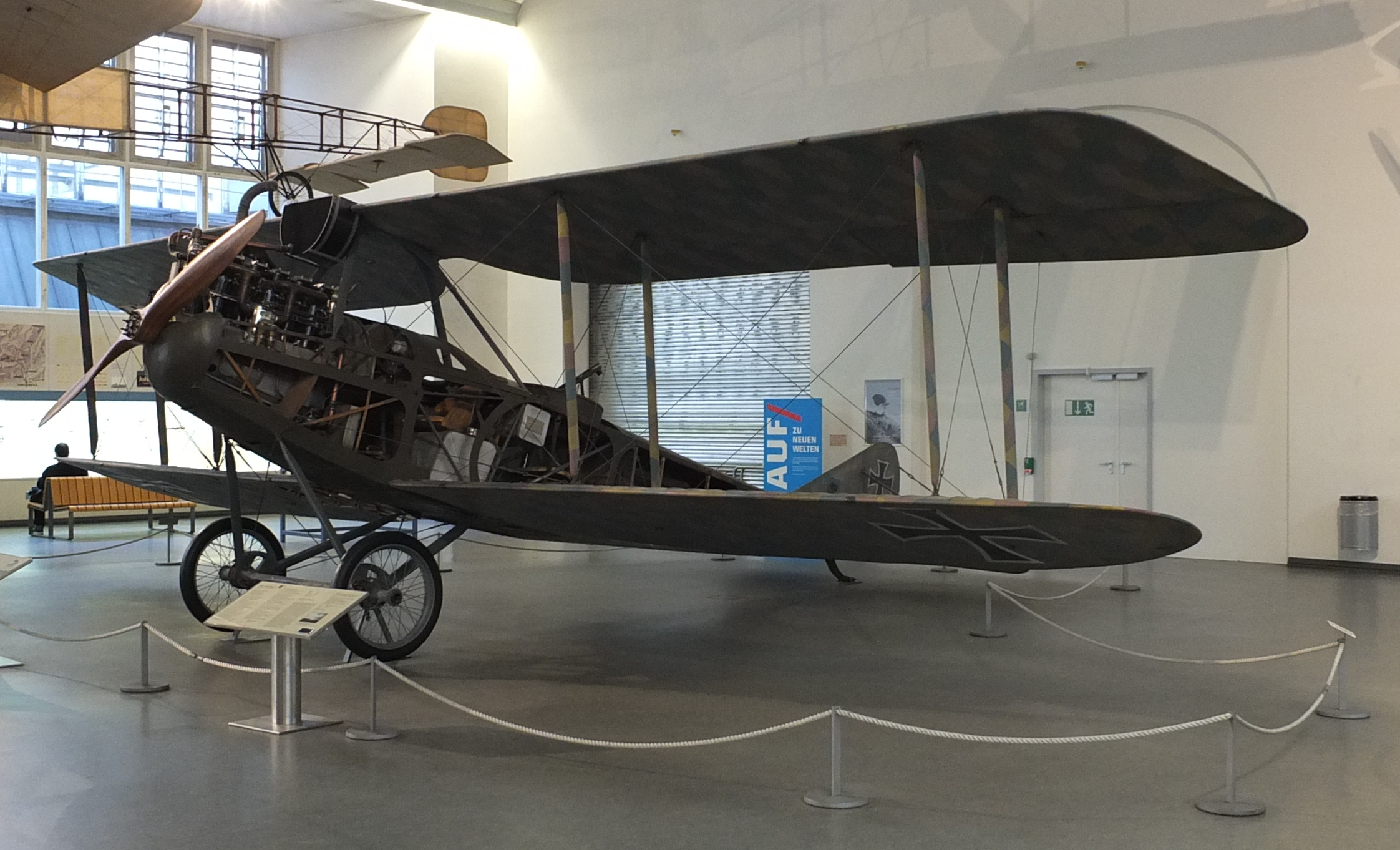
Obserwacyjny Rumpler C.IV
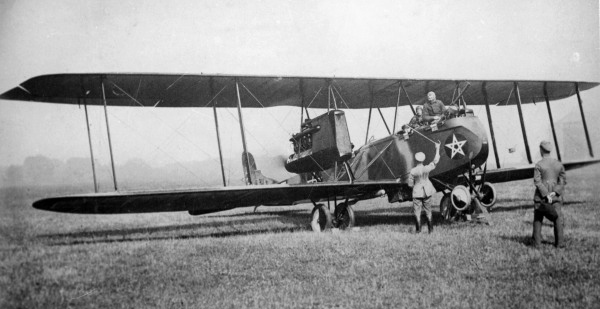
Ciężki bombowiec Rumpler G.III